# Bundestagswahlkreis Berlin-Pankow
Der Bundestagswahlkreis Berlin-Pankow (Wahlkreis 75; bis zur Bundestagswahl 2021 Wahlkreis 76) ist einer von zwölf Berliner Wahlkreisen für die Wahlen zum Deutschen Bundestag und umfasst den Bezirk Pankow – ohne den Teil des Ortsteils Prenzlauer Berg östlich der Prenzlauer Allee, der zum Bundestagswahlkreis Berlin-Friedrichshain – Kreuzberg – Prenzlauer Berg Ost gehört.

## Bundestagswahl 2025
Wahlkreisergebnis der Bundestagswahl 2025:
| Kandidaten                                             | Kandidaten                   | Parteien/Listen       | Erststimmen | Erststimmen | Zweitstimmen | Zweitstimmen |
| Kandidaten                                             | Kandidaten                   | Parteien/Listen       | Stimmen     | %           | Stimmen      | %            |
| ------------------------------------------------------ | ---------------------------- | --------------------- | ----------- | ----------- | ------------ | ------------ |
|                                                        | Alexandra Wend               | SPD                   | 26.106      | 13,3        | 26.046       | 13,1         |
|                                                        | Julia Schneidergewählt im WK | Bündnis 90/Die Grünen | 50.854      | 25,8        | 38.819       | 19,6         |
|                                                        | Franziska Dezember           | CDU                   | 31.918      | 16,2        | 28.628       | 14,4         |
|                                                        | Maximilian Schirmer          | Die Linke             | 45.010      | 22,9        | 43.180       | 21,8         |
|                                                        | Ronald Gläser                | AfD                   | 33.179      | 16,9        | 31.087       | 15,7         |
|                                                        | Daniela Kluckert             | FDP                   | 5.407       | 2,7         | 6.555        | 3,3          |
|                                                        | –                            | Tierschutzpartei      | –           | –           | 2.779        | 1,4          |
|                                                        | –                            | Die PARTEI            | –           | –           | 1.573        | 0,8          |
|                                                        | –                            | Team Todenhöfer       | –           | –           | 224          | 0,1          |
|                                                        | John Kucharski               | Freie Wähler          | 2.357       | 1,2         | 762          | 0,4          |
|                                                        | –                            | Volt                  | –           | –           | 2.235        | 1,1          |
|                                                        | –                            | MLPD                  | –           | –           | 83           | 0,0          |
|                                                        | Stephan Ossenkopp            | BüSo                  | 812         | 0,4         | 123          | 0,1          |
|                                                        | –                            | SGP                   | –           | –           | 54           | 0,0          |
|                                                        | Gerhard Gruner               | Bündnis Deutschland   | 1.170       | 0,6         | 294          | 0,1          |
|                                                        | –                            | BSW                   | –           | –           | 15.126       | 7,6          |
|                                                        | –                            | MERA25                | –           | –           | 201          | 0,1          |
|                                                        | –                            | PdF                   | –           | –           | 371          | 0,2          |
| Gesamt                                                 | Gesamt                       | Gesamt                | 196.813     | 100         | 198.140      | 100          |
|                                                        |                              |                       |             |             |              |              |
| Ungültige Stimmen                                      | Ungültige Stimmen            | Ungültige Stimmen     | 2.259       | 1,1         | 932          | 0,5          |
| Wähler                                                 | Wähler                       | Wähler                | 199.072     | 84,6        | 199.072      | 84,6         |
| Wahlberechtigte                                        | Wahlberechtigte              | Wahlberechtigte       | 235.392     |             | 235.392      |              |
|                                                        |                              |                       |             |             |              |              |
| Quellen: Die Bundeswahlleiterin, Kandidaten – Ergebnis |                              |                       |             |             |              |              |

## Bundestagswahl 2021
Wahlkreisergebnis der Bundestagswahl 2021:
| Kandidaten                     | Kandidaten                   | Parteien/Listen      | Erststimmen | Erststimmen | Zweitstimmen | Zweitstimmen |
| Kandidaten                     | Kandidaten                   | Parteien/Listen      | Stimmen     | %           | Stimmen      | %            |
| ------------------------------ | ---------------------------- | -------------------- | ----------- | ----------- | ------------ | ------------ |
|                                | Manuela Anders-Granitzki     | CDU                  | 23.439      | 17,5        | 22.455       | 16,7         |
|                                | Udo Wolf                     | Die Linke            | 19.048      | 14,2        | 19.157       | 14,3         |
|                                | Klaus Mindrup                | SPD                  | 21.387      | 15,9        | 20.245       | 15,1         |
|                                | Stefan Gelbhaargewählt im WK | Grüne                | 35.919      | 26,8        | 34.836       | 25,9         |
|                                | Götz Frömming                | AfD                  | 19.023      | 14,2        | 19.426       | 14,5         |
|                                | Daniela Kluckert             | FDP                  | 4.069       | 3,0         | 4.932        | 3,7          |
|                                | Jannis Kiesewalter           | Die PARTEI           | 3.411       | 2,5         | 2.947        | 2,2          |
|                                | Elke Weihusen                | Tierschutzpartei     | 4.125       | 3,1         | 3.866        | 2,9          |
|                                | Marianne Utz                 | Piraten              | 852         | 0,6         | 622          | 0,5          |
|                                | −                            | Die Grauen           | –           | –           | 1.355        | 1,0          |
|                                | Ilja Martin                  | Freie Wähler         | 1.132       | 0,8         | 1.087        | 0,8          |
|                                | Felix Werth                  | Gesundheitsforschung | 407         | 0,3         | 290          | 0,2          |
|                                | Thomas Kuhn                  | ÖDP                  | 322         | 0,2         | 241          | 0,2          |
|                                | −                            | du.                  | –           | –           | 263          | 0,2          |
|                                | −                            | V-Partei³            | –           | –           | 93           | 0,1          |
|                                | −                            | DKP                  | –           | –           | 330          | 0,2          |
|                                | −                            | MLPD                 | –           | –           | 50           | 0,0          |
|                                | −                            | BüSo                 | –           | –           | 44           | 0,0          |
|                                | −                            | SGP                  | –           | –           | 46           | 0,0          |
|                                | Paul Seifert                 | LKR                  | 246         | 0,2         | 195          | 0,1          |
|                                | −                            | NPD                  | –           | –           | 86           | 0,1          |
|                                | −                            | Die Humanisten       | –           | –           | 260          | 0,2          |
|                                | −                            | Team Todenhöfer      | –           | –           | 533          | 0,4          |
|                                | Paul Loeper                  | Volt                 | 754         | 0,6         | 983          | 0,7          |
| Gesamt                         | Gesamt                       | Gesamt               | 134.134     | 100         | 134.342      | 100          |
|                                |                              |                      |             |             |              |              |
| Ungültige Stimmen              | Ungültige Stimmen            | Ungültige Stimmen    | 1.459       | 1,1         | 1.251        | 0,9          |
| Wähler                         | Wähler                       | Wähler               | 135.593     | 58,2        | 135.593      | 58,2         |
| Wahlberechtigte                | Wahlberechtigte              | Wahlberechtigte      | 233.069     |             | 233.069      |              |
|                                |                              |                      |             |             |              |              |
| Quellen: Der Bundeswahlleiter, |                              |                      |             |             |              |              |

Wegen Wahlfehlern (falsche oder fehlende Stimmzettel, zeitweilige völlige Schließung von Wahllokalen) musste die Bundestagswahl 2021 aufgrund eines Urteils des Bundesverfassungsgerichts am 11. Februar 2024 in 455 von 2256 Wahlbezirken Berlins wiederholt werden. Im Wahlkreis Pankow waren 85 % der Wahlberechtigten davon betroffen.

## Bundestagswahl 2017
| Kandidaten                     | Kandidaten                  | Parteien/Listen      | Erststimmen | Erststimmen | Zweitstimmen | Zweitstimmen |
| Kandidaten                     | Kandidaten                  | Parteien/Listen      | Stimmen     | %           | Stimmen      | %            |
| ------------------------------ | --------------------------- | -------------------- | ----------- | ----------- | ------------ | ------------ |
|                                | Gottfried Ludewig           | CDU                  | 36.429      | 19,6        | 36.994       | 19,8         |
|                                | Klaus Mindrup               | SPD                  | 30.509      | 16,4        | 29.185       | 15,6         |
|                                | Stefan Liebichgewählt im WK | Die Linke            | 53.618      | 28,8        | 43.774       | 23,5         |
|                                | Stefan Gelbhaar             | Grüne                | 26.376      | 14,2        | 26.651       | 14,3         |
|                                | Georg Pazderski             | AfD                  | 22.487      | 12,1        | 23.315       | 12,5         |
|                                | −                           | Piraten              | –           | –           | 870          | 0,5          |
|                                | Daniela Kluckert            | FDP                  | 7.890       | 4,2         | 12.321       | 6,6          |
|                                | Christian Rall              | Die PARTEI           | 5.810       | 3,1         | 4.613        | 2,5          |
|                                | Clemens Herrmann            | Freie Wähler         | 1.339       | 0,7         | 692          | 0,4          |
|                                | Thomas Kuhn                 | ÖDP                  | 950         | 0,5         | 429          | 0,2          |
|                                | Kai-Uwe Ducke               | BüSo                 | 451         | 0,2         | 126          | 0,1          |
|                                | −                           | MLPD                 | –           | –           | 148          | 0,1          |
|                                | −                           | SGP                  | –           | –           | 49           | 0,0          |
|                                | −                           | B*                   | –           | –           | 97           | 0,1          |
|                                | −                           | BGE                  | –           | –           | 852          | 0,5          |
|                                | −                           | DiB                  | –           | –           | 1.004        | 0,5          |
|                                | −                           | DKP                  | –           | –           | 261          | 0,1          |
|                                | −                           | DM                   | –           | –           | 387          | 0,2          |
|                                | −                           | Die Grauen           | –           | –           | 936          | 0,5          |
|                                | −                           | du.                  | –           | –           | 326          | 0,2          |
|                                | −                           | Menschliche Welt     | –           | –           | 323          | 0,2          |
|                                | −                           | Gesundheitsforschung | –           | –           | 537          | 0,3          |
|                                | –                           | Tierschutzpartei     | –           | –           | 2.477        | 1,3          |
|                                | −                           | V-Partei³            | –           | –           | 285          | 0,2          |
|                                | Thomas Schirm               | Einzelbewerber       | 454         | 0,2         | –            | –            |
| Gesamt                         | Gesamt                      | Gesamt               | 186.313     | 100         | 186.652      | 100          |
|                                |                             |                      |             |             |              |              |
| Ungültige Stimmen              | Ungültige Stimmen           | Ungültige Stimmen    | 2.186       | 1,2         | 1.847        | 1,0          |
| Wähler                         | Wähler                      | Wähler               | 188.499     | 79,5        | 188.499      | 79,5         |
| Wahlberechtigte                | Wahlberechtigte             | Wahlberechtigte      | 237.071     |             | 237.071      |              |
|                                |                             |                      |             |             |              |              |
| Quellen: Der Bundeswahlleiter, |                             |                      |             |             |              |              |

## Bundestagswahl 2013
| Kandidaten                    | Kandidaten                  | Parteien/Listen   | Erststimmen | Erststimmen | Zweitstimmen | Zweitstimmen |
| Kandidaten                    | Kandidaten                  | Parteien/Listen   | Stimmen     | %           | Stimmen      | %            |
| ----------------------------- | --------------------------- | ----------------- | ----------- | ----------- | ------------ | ------------ |
|                               | Lars Zimmermann             | CDU               | 41.295      | 23,9        | 40.617       | 23,5         |
|                               | Stefan Liebichgewählt im WK | Die Linke         | 48.926      | 28,3        | 43.472       | 25,2         |
|                               | Klaus Mindrup               | SPD               | 36.180      | 21,0        | 38.030       | 22,0         |
|                               | Andreas Otto                | Grüne             | 25.442      | 14,7        | 24.300       | 14,1         |
|                               | Linus Vollmar               | FDP               | 1.581       | 0,9         | 4.380        | 2,5          |
|                               | Fabricio Martins do Canto   | PIRATEN           | 5.860       | 3,4         | 6.767        | 3,9          |
|                               | Uwe Meenen                  | NPD               | 2.872       | 1,7         | 2.597        | 1,5          |
|                               | −                           | REP               | –           | –           | 231          | 0,1          |
|                               | Andreas Weber               | BüSo              | 322         | 0,2         | 182          | 0,1          |
|                               | −                           | ödp               | –           | –           | 416          | 0,2          |
|                               | −                           | PSG               | –           | –           | 124          | 0,1          |
|                               | −                           | MLPD              | –           | –           | 146          | 0,1          |
|                               | Markus Egg                  | AfD               | 7.088       | 4,1         | 8.372        | 4,8          |
|                               | −                           | BIG               | –           | –           | 84           | 0,0          |
|                               | −                           | pro Deutschland   | –           | –           | 457          | 0,3          |
|                               | Sebastian Schmidt           | Freie Wähler      | 861         | 0,5         | 665          | 0,4          |
|                               | Stefan Valentin             | Die PARTEI        | 2.220       | 1,3         | 1.984        | 1,1          |
| Gesamt                        | Gesamt                      | Gesamt            | 172.647     | 100         | 172.824      | 100          |
|                               |                             |                   |             |             |              |              |
| Ungültige Stimmen             | Ungültige Stimmen           | Ungültige Stimmen | 2.414       | 1,4         | 2.237        | 1,3          |
| Wähler                        | Wähler                      | Wähler            | 175.061     | 74,4        | 175.061      | 74,4         |
| Wahlberechtigte               | Wahlberechtigte             | Wahlberechtigte   | 235.344     |             | 235.344      |              |
|                               |                             |                   |             |             |              |              |
| Quellen: Der Bundeswahlleiter |                             |                   |             |             |              |              |

## Bundestagswahl 2009
| Kandidaten                     | Kandidaten                  | Parteien/Listen   | Erststimmen | Erststimmen | Zweitstimmen | Zweitstimmen |
| Kandidaten                     | Kandidaten                  | Parteien/Listen   | Stimmen     | %           | Stimmen      | %            |
| ------------------------------ | --------------------------- | ----------------- | ----------- | ----------- | ------------ | ------------ |
|                                | Wolfgang Thierse            | SPD               | 44.732      | 27,4        | 29.795       | 18,2         |
|                                | Gottfried Ludewig           | CDU               | 28.332      | 17,4        | 28.179       | 17,2         |
|                                | Stefan Liebichgewählt im WK | Die Linke         | 47.053      | 28,8        | 45.087       | 27,5         |
|                                | Heiko Thomas                | Grüne             | 26.770      | 16,4        | 32.505       | 19,9         |
|                                | Martin Lindner              | FDP               | 9.617       | 5,9         | 13.606       | 8,3          |
|                                | Jörg Hähnel                 | NPD               | 3.669       | 2,2         | 2.964        | 1,8          |
|                                | −                           | REP               | –           | –           | 487          | 0,3          |
|                                | Daniel Köppen               | BüSo              | 1.079       | 0,7         | 451          | 0,3          |
|                                | −                           | PSG               | –           | –           | 179          | 0,1          |
|                                | −                           | MLPD              | –           | –           | 104          | 0,1          |
|                                | −                           | DKP               | –           | –           | 235          | 0,1          |
|                                | −                           | DVU               | –           | –           | 234          | 0,1          |
|                                | −                           | Die Violetten     | –           | –           | 559          | 0,3          |
|                                | –                           | Tierschutzpartei  | –           | –           | 2.210        | 1,3          |
|                                | −                           | ödp               | –           | –           | 385          | 0,2          |
|                                | –                           | PIRATEN           | –           | –           | 6.731        | 4,1          |
|                                | Jürgen Bernsen              | Einzelbewerber    | 1.402       | 0,9         | –            | –            |
|                                | Holger Brandt               | Einzelbewerber    | 581         | 0,4         | –            | –            |
| Gesamt                         | Gesamt                      | Gesamt            | 163.235     | 100         | 163.711      | 100          |
|                                |                             |                   |             |             |              |              |
| Ungültige Stimmen              | Ungültige Stimmen           | Ungültige Stimmen | 2.884       | 1,7         | 2.408        | 1,4          |
| Wähler                         | Wähler                      | Wähler            | 166.119     | 71,5        | 166.119      | 71,5         |
| Wahlberechtigte                | Wahlberechtigte             | Wahlberechtigte   | 232.246     |             | 232.246      |              |
|                                |                             |                   |             |             |              |              |
| Quellen: Der Bundeswahlleiter, |                             |                   |             |             |              |              |

## Bundestagswahl 2005
| Kandidaten                     | Kandidaten                    | Parteien/Listen   | Erststimmen | Erststimmen | Zweitstimmen | Zweitstimmen |
| Kandidaten                     | Kandidaten                    | Parteien/Listen   | Stimmen     | %           | Stimmen      | %            |
| ------------------------------ | ----------------------------- | ----------------- | ----------- | ----------- | ------------ | ------------ |
|                                | Wolfgang Thiersegewählt im WK | SPD               | 70.730      | 41,1        | 59.613       | 34,6         |
|                                | Günter Nooke                  | CDU               | 26.407      | 15,3        | 24.750       | 14,4         |
|                                | Werner Schulz                 | Grüne             | 21.946      | 12,8        | 27.181       | 15,8         |
|                                | Stefan Liebich                | Die Linke         | 41.864      | 24,3        | 42.051       | 24,4         |
|                                | Gabriele Heise                | FDP               | 5.241       | 3,0         | 9.839        | 5,7          |
|                                | −                             | GRAUE             | –           | –           | 2.366        | 1,4          |
|                                | −                             | REP               | –           | –           | 792          | 0,5          |
|                                | Jörg Hähnel                   | NPD               | 3.821       | 2,2         | 3.235        | 1,9          |
|                                | −                             | Die Frauen        | –           | –           | 915          | 0,5          |
|                                | Dieter Kolb                   | BüSo              | 823         | 0,5         | 344          | 0,2          |
|                                | Jochen Bix                    | APPD              | 803         | 0,5         | 374          | 0,2          |
|                                | −                             | MLPD              | –           | –           | 116          | 0,1          |
|                                | −                             | Die PARTEI        | –           | –           | 713          | 0,4          |
|                                | −                             | PSG               | –           | –           | 153          | 0,1          |
|                                | Dirk Wanner                   | HP                | 486         | 0,3         | –            | –            |
| Gesamt                         | Gesamt                        | Gesamt            | 172.121     | 100         | 172.442      | 100          |
|                                |                               |                   |             |             |              |              |
| Ungültige Stimmen              | Ungültige Stimmen             | Ungültige Stimmen | 2.700       | 1,5         | 2.379        | 1,4          |
| Wähler                         | Wähler                        | Wähler            | 174.821     | 77,8        | 174.821      | 77,8         |
| Wahlberechtigte                | Wahlberechtigte               | Wahlberechtigte   | 224.621     |             | 224.621      |              |
|                                |                               |                   |             |             |              |              |
| Quellen: Der Bundeswahlleiter, |                               |                   |             |             |              |              |

## Bundestagswahl 2002
| Kandidaten                     | Kandidaten                    | Parteien/Listen   | Erststimmen | Erststimmen | Zweitstimmen | Zweitstimmen |
| Kandidaten                     | Kandidaten                    | Parteien/Listen   | Stimmen     | %           | Stimmen      | %            |
| ------------------------------ | ----------------------------- | ----------------- | ----------- | ----------- | ------------ | ------------ |
|                                | Wolfgang Thiersegewählt im WK | SPD               | 74.948      | 44,7        | 63.503       | 37,8         |
|                                | Günter Nooke                  | CDU               | 28.089      | 16,8        | 26.765       | 15,9         |
|                                | Sandra Brunner                | PDS               | 43.833      | 26,1        | 33.939       | 20,2         |
|                                | Werner Schulz                 | GRÜNE             | 10.784      | 6,4         | 27.173       | 16,2         |
|                                | Thomas Brandt                 | FDP               | 6.172       | 3,7         | 8.248        | 4,9          |
|                                | −                             | REP               | –           | –           | 1.312        | 0,8          |
|                                | Dieter Schneider              | Graue             | 2.019       | 1,2         | 1.151        | 0,7          |
|                                | −                             | NPD               | –           | –           | 1.263        | 0,8          |
|                                | −                             | Die Frauen        | –           | –           | 713          | 0,4          |
|                                | −                             | ödp               | –           | –           | 206          | 0,1          |
|                                | Monika Hahn                   | BüSo              | 689         | 0,4         | 256          | 0,2          |
|                                | Michael Steinbach             | HP                | 367         | 0,2         | 193          | 0,1          |
|                                | −                             | KPD               | –           | –           | 224          | 0,1          |
|                                | −                             | PBC               | –           | –           | 269          | 0,2          |
|                                | –                             | Schill            | –           | –           | 2.778        | 1,7          |
|                                | Alexandra Arnsburg            | Einzelbewerber    | 198         | 0,1         | –            | –            |
|                                | Ralf Engelke                  | Einzelbewerber    | 570         | 0,3         | –            | –            |
| Gesamt                         | Gesamt                        | Gesamt            | 167.669     | 100         | 167.993      | 100          |
|                                |                               |                   |             |             |              |              |
| Ungültige Stimmen              | Ungültige Stimmen             | Ungültige Stimmen | 2.241       | 1,3         | 1.917        | 1,1          |
| Wähler                         | Wähler                        | Wähler            | 169.910     | 77,2        | 169.910      | 77,2         |
| Wahlberechtigte                | Wahlberechtigte               | Wahlberechtigte   | 220.153     |             | 220.153      |              |
|                                |                               |                   |             |             |              |              |
| Quellen: Der Bundeswahlleiter, |                               |                   |             |             |              |              |

## Wahlkreisabgeordnete
| Wahl | Name             | Partei    | Erststimmen |
| ---- | ---------------- | --------- | ----------- |
| 2025 | Julia Schneider  | Grüne     | 25,8 %      |
| 2021 | Stefan Gelbhaar  | Grüne     | 25,5 %      |
| 2017 | Stefan Liebich   | Die Linke | 28,8 %      |
| 2013 | Stefan Liebich   | Die Linke | 28,3 %      |
| 2009 | Stefan Liebich   | Die Linke | 28,8 %      |
| 2005 | Wolfgang Thierse | SPD       | 41,1 %      |
| 2002 | Wolfgang Thierse | SPD       | 44,7 %      |

## Wahlkreisgeschichte
| Wahl      | Wahlkreisname     | Gebiet |
| --------- | ----------------- | --- |
| 2002–2009 | 077 Berlin-Pankow | Bezirk Pankow ohne das Gebiet östlich der Prenzlauer Allee und südlich der Lehderstraße und Gürtelstraße sowie des Jüdischen Friedhofs |
| 2013–2021 | 076 Berlin-Pankow | Bezirk Pankow ohne das Gebiet östlich der Prenzlauer Allee und südlich der Lehderstraße und Gürtelstraße sowie des Jüdischen Friedhofs |
| 2025–     | 075 Berlin-Pankow | Bezirk Pankow ohne das Gebiet östlich der Prenzlauer Allee und südlich der Lehderstraße und Gürtelstraße sowie des Jüdischen Friedhofs |